# Зузук Федір Васильович
Федір Васильович Зузук (1 березня 1940 — 6 грудня 2021) — український науковець, доктор геологічних наук (2005), професор (2006).

## Життєпис
Народився в селі Сілець, нині Тисменицького району Івано-Франківської області, в селянській сім'ї.
У 1957 році здобув середню освіту. У 1958 році вступив і 1963 року закінчив геологічний факультет Львівського державного університету імені Івана Франка.
Після закінчення університету працював лаборантом, пізніше — асистентом кафедри мінералогії і петрографії Івано-Франківської філії Львівського політехнічного інституту, перетвореного згодом в Івано-Франківський інститут нафти і газу. У 1968 році вступив до аспірантури при кафедрі мінералогії і петрографії цього інституту й у 1972 році захистив кандидатську дисертацію.
З лютого 1977 року працює в Луцькому державному педагогічному інституті (нині — Східноєвропейський національний університет імені Лесі Українки): доцент природничо-географічного факультету, з 1988 року — на кафедрі природничо-математичних дисциплін початкового навчання факультету підготовки вчителів початкових класів, з 2004 року — на кафедрі фізичної географії географічного факультету. У 2005 році захистив докторську дисертацію на тему «Мінералогія уролітів» і того ж року переведений за контрактом на посаду професора кафедри фізичної географії. З 2008 року — завідувач кафедри географії.

## Наукова діяльність
Ф. В. Зузук є автором 219 наукових праць, серед яких тритомна в чотирьох книгах монографія «Мінералогія уролітів» (2002, 2003, 2004), а також співавтором 4 колективних монографій: «Климат Луцка» (1988), «Климат Ужгорода» (1991), «Клімат Львова» (1998), «Осушені землі Волинської області та їх охорона» (2012).
Протягом 10 років очолював лабораторію шкільних краєзнавчих атласів. У цей період вийшли друком шкільні краєзнавчі атласи Івано-Франківської (1990), Волинської (1991), Сумської (1995), Запорізької (1997) та Полтавської (1998) областей, «Україна: навчальний атлас» (1998), «Атлас України: навчальний для дев'ятого класу» (1998), «Мандруймо у Дивосвіт!: географічний атлас для наймолодших» (2000, 2003), «Атлас історії культури Волинської області» (2008). Зараз Ф. В. Зузук є керівником лабораторії краєзнавчих атласів географічного факультету СНУ імені Лесі Українки.
Під редакцією Ф. В. Зузука видається збірник наукових праць «Природа Західного Полісся та прилеглих територій». Починаючи з 2004 року вийшли друком 9 номерів, а з 2011 року збірник є науковим фаховим виданням України. Також Ф. В. Зузук входить до редакційних колегій «Наукового вісника Волинського університету імені Лесі Українки. Серія Географічні науки» і «Мінералогічного збірника» Львівського національного університету імені Івана Франка.
З 1990 по 2010 рр. Ф. В. Зузук очолював наукову роботу з 13 держбюджетних тем, основними напрямами наукових досліджень яких є біомінералогія; вивчення мінерального складу патогенних утворень в організмі людини; вплив екологічної ситуації на здоров'я населення України; природа Західного Полісся: геологія, рельєф, клімат, поверхневі води, ландшафти, рослинний і тваринний світ, екологія; шкільна картографія з фундаментальним підґрунтям краєзнавства. Нині є керівником держбюджетної теми «Геоекологічні зміни природних комплексів Західного Полісся (Шацького національного природного парку), спричинені експлуатацією Хотиславського кар'єру в Білорусі».
Він був ініціатором проведення 14 наукових конференцій, присвячених: шкільним краєзнавчим атласам (1987, 1992); 125-річчю від дня народження академіка Вернадського (1988); атласу національних парків і заповідників України (1990); атласу історії культури Волинської області (1991); проблемам біомінералогії (1992, 1995, 2008); вивченню природи Західного Полісся та прилеглих територій (2005); дослідженню озер та штучних водойм України (2008); розвитку, управлінню, перспективам міжнародної співпраці та екологічним проблемам Шацького національного природного парку (2007, 2009, 2010, 2012).
Ф. В. Зузук очолює роботу з написання серії книг (15 монографій), що стосуються Шацького поозер'я, у яких на науковому рівні розглядаються геологічна будова, рельєф, клімат, поверхневі води, ґрунти, рослинний світ, тваринний світ, ландшафти, екологія, природні ресурси і господарство, населення, рекреація та туризм, історія й культура, мовна говірка, природа в народній творчості. Вже здані до друку дві монографії — «Шацьке поозер'я: Геологія та гідрогеологія», «Шацьке поозер'я: Тваринний світ».
Ф. В. Зузук є членом професорської ради СНУ ім. Лесі Українки, головою Волинської філії картографічного товариства, Всеукраїнської громадської організації «Спілка геологів України», член спеціалізованої вченої ради по захисту докторських дисертацій на геологічному факультеті Львівського національного університету, є керівником ініціативної групи вузу з вивчення природи Шацького природного національного парку.

## Нагороди і почесні звання
- нагрудний знак «За наукові досягнення» Міністерства освіти і науки України (2006).